# Joga (SNS)
Joga（じょが、Joga Bonito）は、Googleとナイキが2006年3月22日に開始したサッカー系のソーシャル・ネットワーキング・サービス。
現在日本語も含め、14言語に対応している。